# Battaglia di Ludwigshafen
La battaglia di Ludwigshafen ed il successivo bombardamento della città, fu un'operazione militare compiuta dall'esercito prussiano presso la città tedesca di Ludwigshafen dal 15 al 18 giugno 1849 per strapparla ai rivoluzionari.

## Antefatto
I movimenti della rivoluzione di marzo del 1848 all'interno degli stati tedeschi della Confederazione Germanica portarono alla costituzione dell'Assemblea di Francoforte, il primo parlamento tedesco. Questo parlamento proclamò la costituzione nella chiesa di San Paolino il 28 marzo 1849 che propose per la Germania unita una monarchia costituzionale ereditaria. Re Federico Guglielmo IV di Prussia rifiutò la corona imperiale che gli venne offerta a queste condizioni. Il 23 aprile, il re di Baviera rifiutò la costituzione, atto che venne visto come una ribellione agli ideali propugnati dalla rivoluzione.
Il 3 maggio 1849, la rivolta di maggio a Dresda scoppiò improvvisamente, ma venne repressa il 9 maggio dalle truppe sassoni e prussiane congiunte. L'11 maggio, la terza rivolta di Baden ebbe inizio con l'ammutinamento delle truppe badensi nella fortezza di Rastadt.
L'11 giugno, spinta dal possibile intervento del I corpo d'armata prussiano al comando del generale Moritz von Hirschfeld, l'avanguardia della 1ª divisione al comando del maggiore generale von Hannecken, attraversò il confine del Palatinato senza trovare opposizione presso Kreuznach ed avanzò verso sud.
Il 14 giugno la Battaglia di Kirchheimbolanden ebbe luogo. Il 10 giugno 1849, Ludwik Mierosławski, un rivoluzionario polacco, era giunto ad Heidelberg per prendere il comando delle forze rivoluzionarie dell'area e spostò il proprio quartier generale a Mannheim.
Il 15 giugno, il tenente generale Eduard von Peucker, si mosse in assetto di guerra verso l'area del Basso e Medio Reno. Quello stesso giorno, ad alcuni chilometri più a nordest di Mannheim, vi fu uno scontro a Käfertal tra le truppe regolari assiane e quelle badensi rivoluzionarie.

## L'occupazione di Ludwigshafen da parte dei prussiani
Il 15 giugno 1849 la 1ª divisione del I corpo d'armata entrò a Frankenthal ed inviò un'avanguardia in direzione di Oggersheim. Da Oggersheim, il maggiore Künzel fece pressione perché  proseguissero verso Ludwigshafen il 1º battaglione di von Goeben,  il l 28º reggimento di fanteria, uno squadrone del 9º reggimento ussari renani, un distaccamento di cacciatori e due cannoni.
La fanteria del Baden attaccò i prussiani di fronte a Ludwigshafen poco prima delle 11:00, ma dovette ritirarsi di fronte al contrattacco prussiano. Le porte d'entrata a nord e ad ovest vennero bloccate con barricate costituite da balle di cotone che nel contempo coprivano anche i cannoni delle truppe rivoluzionarie così da rendere meno impattanti i colpi del nemico su di essi. Un distaccamento di volontari (Freischaren) tentò di attaccare ma venne respinto. Dopo una breve schermaglia i prussiani riuscirono a superare i due ostacoli e ad attaccare le barricate poste lungo la Rheinstraße. Le truppe ribelli si spostarono coi loro cannoni sul ponte sul Reno a Mannheim. Alcuni fuggirono in direzione della città di Spira. Durante la ritirata verso il ponte gli insorti persero molte vite sotto il fuoco prussiano. Per impedire ai prussiani di inseguirli, i rivoltosi in ritirata tagliarono parte del ponte, ma col risultato che molti caddero nel Reno ed affogarono durante l'operazione. Dopo circa 2 ore di combattimenti Ludwigshafen cadde nelle mani dei prussiani alle 13:30. La 1ª divisione lasciò un battaglione e 4 cannoni leggeri a Ludwigshafen ed occupò Spira, Schifferstadt e Mutterstadt il 16 giugno.

## Il bombardamento di Ludwigshafen ad opera dei ribelli
Nel corso dei combattimenti a Ludwigshafen, i rivoluzionari badensi riuscirono a portare dell'artiglieria pesante sul posto in direzione di Mannheim presso il Reno ed iniziarono così un bombardamento della città. I prussiani dovettero ritirarsi dal momento che sul posto avevano a disposizione solo cannoni leggeri. Appena prima delle 15:00 del 15 giugno una granata dei rivoltosi cadde su un magazzino nell'area del porto di Ludwigshafen, avvolgendo ben presto di fiamme l'intero quartiere. Verso sera molte case avevano già preso fuoco. Il bombardamento continuò per tutta la notte tra il 15 ed il 16 giugno con poche interruzioni. Dopo una pausa nella prima mattinata, i cannoneggiamenti ripresero il 16 giugno dalle 7:00 alle 11:00. I prussiani iniziarono a sparare in direzione della postazione d'artiglieria dei rivoltosi ma non furono in grado di renderli inoffensivi malgrado l'ottimo comando di Otto von Corvin-Wiersbitzki.
Il bombardamento continuò il 17 giugno senza che ciascuna delle due parti riuscisse a prevalere. Il 18 giugno i prussiani sostituirono le truppe a Ludwigshafen con nuove unità, in quanto il giorno 19 giunsero altri soldati regolari dalla Franconia e dalla Baviera. Il 18 giugno le truppe rivoltose del Baden cercarono di attraversare il Reno con delle imbarcazioni ma l'operazione venne bloccata dal fuoco difensivo dei prussiani. Il 19 giugno i cannoni cessarono il fuoco da ambo le parti. Dal 15 al 18 giugno si stima che vennero sparati in tutto 1 000 colpi di cannone verso Ludwigshafen da Mannheim.

## L'arrivo dei bavaresi
Il corpo d'armata della Franconia e quello della Baviera al comando del tenente generale Karl Theodor von Thurn und Taxis attraversò il Reno ad Oppenheim il 18 giugno con 9 500 uomini, dei quali un battaglione di cacciatori, due squadroni di cavalleria e una batteria di artiglieria entrarono infine nell'ormai distrutto villaggio di Ludwigshafen.